# Karibisk munkesæl
Den Karibiske munkesæl (Neomonachus tropicalis) var en sælart hjemmehørende i Caribien. Den betragtes nu som uddød. Fangst af sælerne til produktion af olie og overfiskning af deres fødekilder er de formodede årsager til at de blev udryddet. Den sidste bekræftede observation af karibisk munkesæl var i 1952 på Serranilla Bank, mellem Jamaica og Nicaragua.I 2008 blev arten officielt erklæret uddød af USA efter en omfattende eftersøgning, der varede i omkring fem år. Karibiske munkesæler var tæt beslægtet med stillehavsmunkesæler, der lever omkring Hawaii, og middelhavsmunkesæler.

## Beskrivelse
Karibiske munkesæler havde en relativt stor, lang og robust krop; op til 2,4 m i længden og vejede 170 til 270 kg. Hannerne var sandsynligvis lidt større end hunnerne, i lighed med middelhavsmunkesæler. Ligesom andre munkesæler havde denne art et særpræget afrundet hoved med en udstrakt bred snude, opadgående næsebor og kraftige og lange lyse og glatte knurhår. Forlufferne var relativt korte og med små kløer, og baglufferne slanke. Kroppens farve var brunlig og/eller grålig, med lysere underside. De voksne sæler var mørkere end ungerne. Karibiske munkesæler var også kendt for at have alger i pelsen, hvilket gav dem et grønligt skær, i lighed med stillehavsmunkesæler.

## Adfærd og økologi
Historiske optegnelser tyder på, at denne art samledes på land i grupper, typisk 20-40 dyr, op til 100. Føden bestod sandsynligvis af fisk og krebsdyr.
Ligesom andre ægte sæler var den karibiske munkesæl langsom på land og dens manglende frygt for mennesker og en uaggressiv og nysgerrig natur blev udnyttet af sæljægere.

### Reproduktion og levetid
Karibiske munkesæler havde en lang ynglesæson, typisk for sæler, der lever i subtropiske og tropiske farvande. I Mexico toppede ynglesæsonen i begyndelsen af december. Ligesom andre munkesæler havde denne art fire dievorter til at die ungen. Ungerne var sandsynligvis ca. 1 m lange og mellem 16 og 18 kg ved fødslen. Angiveligt havde de en korthåret, sort fosterpels (lanugo) ved fødslen. Det antages, at dyrets gennemsnitlige levetid var ca. 20 år.

## Habitat
Karibiske munkesæler levede i varme tempererede, subtropiske og tropiske farvande i Det Caribiske Hav, Mexicanske Golf og Det Vestlige Atlanterhav. De foretrak sandsynligvis at ligge på land på isolerede og afsondrede atoller og øer, men lejlighedsvis også kysten på fastlandet. Sælerne kan have søgt føde i lavvandede laguner og rev.

## Forholdet til mennesker
Den første historiske omtale af karibisk munkesæl er fra Columbus' anden rejse. I august 1494 ankrede et skib op ved øen Alta Velo syd for Hispaniola og en gruppe fra besætningen dræbte otte sæler, der lå på stranden. Den anden optegnelse om arten var i forbindelse med Juan Ponce de Leóns opdagelse af Dry Tortugas øerne den 21. juni 1513. Han beordrede et langgangshold i land, der dræbte fjorten sæler. I de efterfølgende århundreder er der flere optegnelser om sæler, der bliver dræbt på Guadelupe, Alacraneøerne, Bahamas, Pedro Cays og Cuba. Så tidligt som 1688 sendte sukkerplantageejerne sæljægere ud for at dræbe hundredvis af sæler hver nat for at få tran til at smøre plantagermaskinerne.  En optegnelse fra 1707 beskriver fiskernes slagtning af hundredvis af sæler for tran til deres lamper. I 1850 var så mange sæler blevet dræbt, at der ikke længere var nok til at en rentabel jagt kunne opretholdes.
I slutningen af det nittende og begyndelsen af det tyvende århundrede stødte videnskabelige ekspeditioner til Caribien på den karibiske munkesæl. I december 1886 ankom en videnskabelige ekspedition, ledet af H.A. Ward og professor F. Ferrari Perez til en lille samling af rev (20.95°N, 92.23 ° W), på jagt efter munkesæler. Selv om ekspeditionen kun var i området i fire dage, blev toogfyrre sæler dræbt og fordelt mellem ekspeditionens to ledere. To af disse eksemplarer findes stadig, i henholdsvis British Museum of Natural History og Cambridge Zoological Museum. Ekspeditionen fangede også en nyfødt sælunge, der døde i fangenskab en uge senere.
Den første karibiske munkesæl, der levede i fangenskab i længere tid, var en hun i New Yorks Akvarium. Sælen blev fanget i 1897 og døde i 1903. I 1909 købte New Yorks Akvarium fire karibiske munkesæler, hvoraf tre var mellem et og to år gamle, og den sidste en voksen han.

### Udryddelse
I løbet af første halvdel af det tyvende århundrede blev karibiske munkesæler mere og mere sjældne. I 1908 blev en lille gruppe af sæler set på de engang bugnende Tortugasøer. Fiskere fangede seks sæler i 1915, som blev sendt til Pensacola, Florida, og senere sat fri igen. En sæl blev dræbt nær Key West, Florida i marts 1922 og der var observationer af munkesæler på Texas' kyst i 1926 og 1932. Den sidste sæl, der vides at være blevet dræbt af mennesker, blev dræbt på Pedro Cays i 1939. To sæler yderligere blev set på Drunken Mans Cay, lige syd for Kingston, Jamaica, i november 1949. I 1952 var den sidste bekræftede observation af en karibisk munkesæl på Serranilla Bank, mellem Jamaica og Nicaragua.
Udryddelsen af den caribiske munkesæl blev udløst af to hovedfaktorer. Den mest synlige faktor var den vedholdende jagt på sælerne i det attende og nittende århundrede, på grund af den tran, der kunne koges af sælernes spæk. Sælernes fredelighed og manglende flugtinstinkt i nærvær af mennesker gjorde dem meget sårbare overfor jagt.
Den anden hovedfaktor i udryddelsen var overfiskning af fiskebestandene på revet, hvor sælerne fandt føde. Denne mangel på føde kan have gjort det af med de sidste sæler. Overraskende lidt blev gjort for at forsøge at redde arten fra udryddelse. Da den blev anbragt på listen over truede arter i 1967, var det sandsynligvis allerede for sent.
Ubekræftede observationer af karibiske munkesæler af lokale fiskere og dykkere er forholdsvis almindelige i Haiti og Jamaica, men to nyere videnskabelige ekspeditioner har ikke fundet nogen tegn på artens eksistens. Det kan ikke udelukkes at arten stadig findes, men det antages at observationerne ikke er af munkesæler, men derimod strejfende klapmydser, der med sikkerhed er dokumenteret på caribiske øer såsom Puerto Rico og Dansk Vestindien.